# Akademisches Musik- und Schauspieltheater der Krimtataren

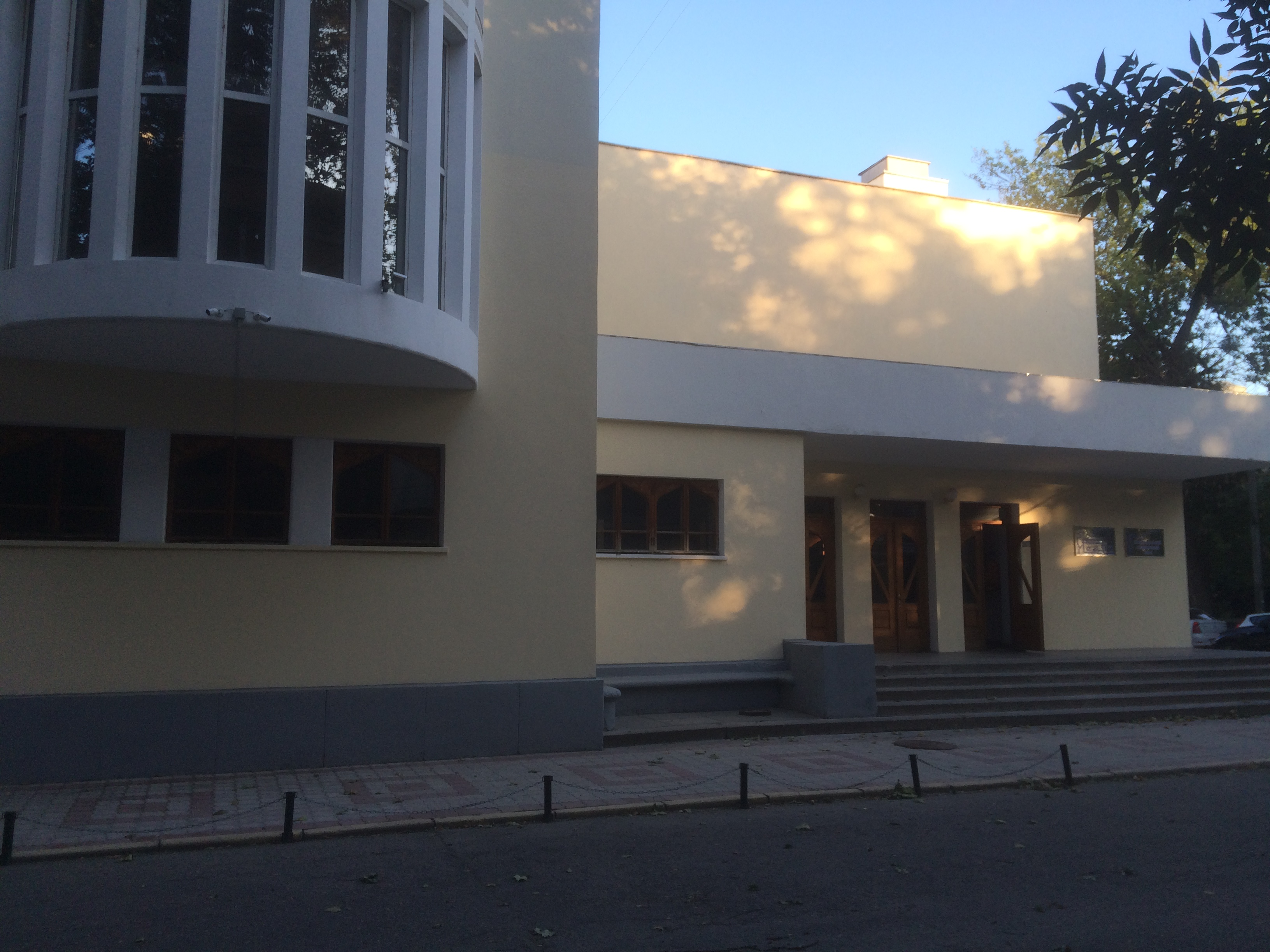
Akademisches Musik- und Schauspieltheater der Krimtataren

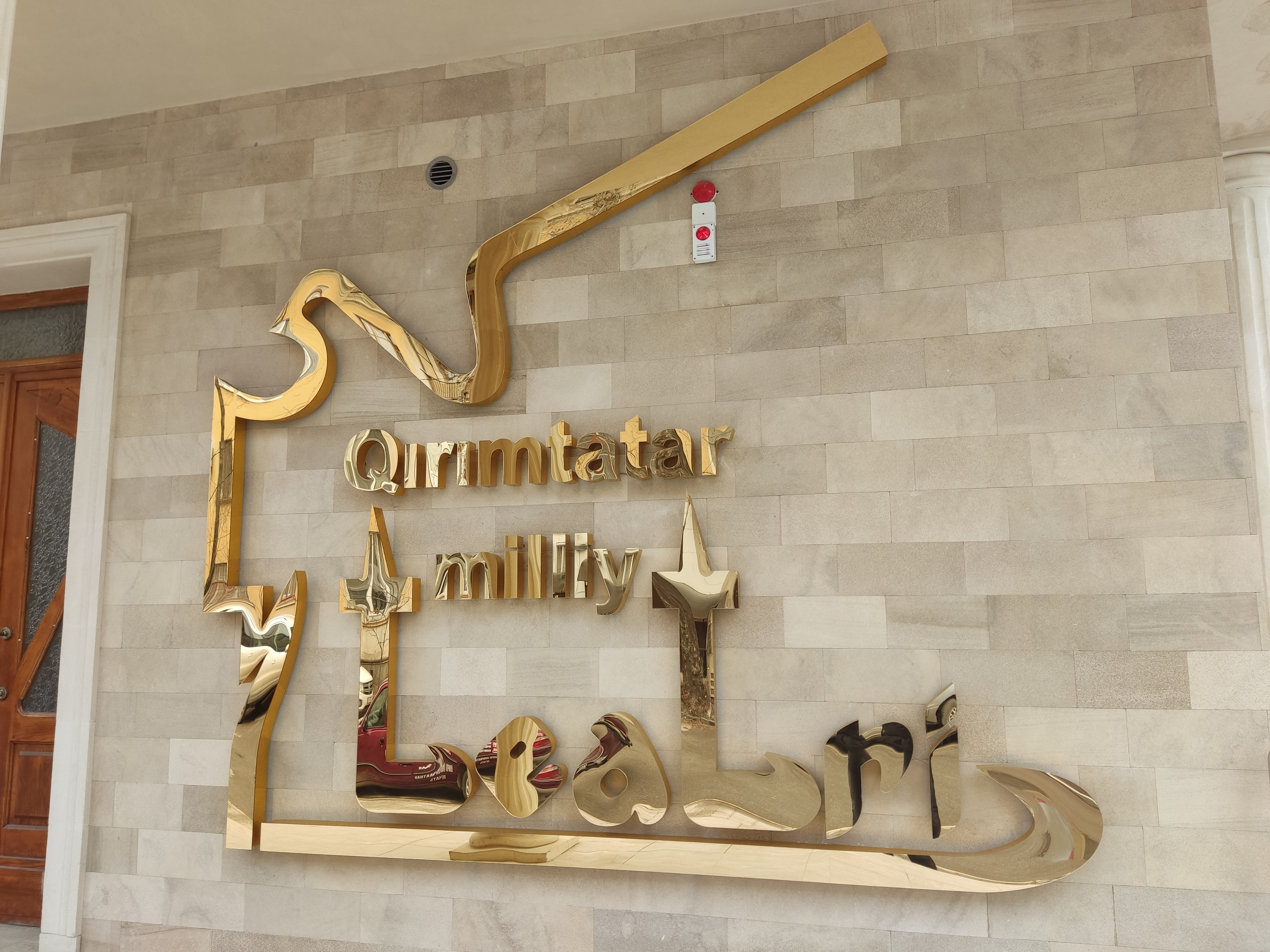
Simferopol im Februar 2022

Das Akademische Musik- und Schauspieltheater der Krimtataren (krimtatarisch Qırımtatar akademik muzıkalı drama teatri; russisch Крымскотатарский академический музыкально-драматический театр) ist ein Theater in Simferopol auf der Krim.
Es ist das einzige Theater auf der Krim, dessen Repertoire auch in einer der Turksprachen ist, und das einzige krimtatarische Theater der Welt.
Das erste „echte“ krimtatarische Theater wurde 1901 in Bachtschyssaraj eröffnet, und damals spielten nur Männer Theater, sogar in Frauenrollen. Die Theaterschule der Krimtataren begann in den 1920er Jahren zu blühen. Im Jahr 1945 wurde das Theater jedoch durch die Auflösung der ASSR Krim aufgelöst.